# Gemeenteraad

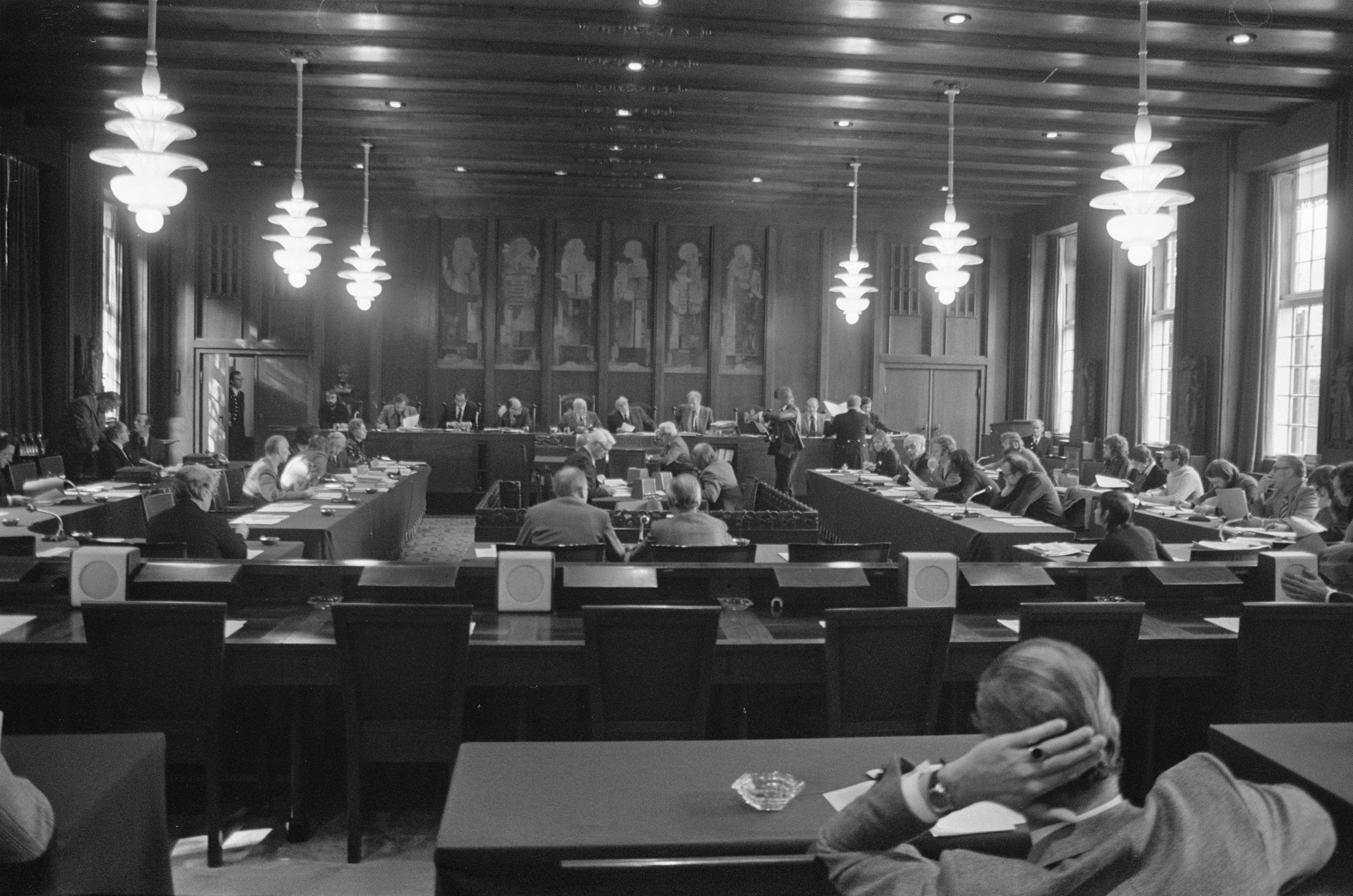
De Amsterdamse gemeenteraad, oktober 1974

De gemeenteraad is een groep mensen, volksvertegenwoordigers genoemd, die door de inwoners van een gemeente gekozen worden bij de gemeenteraadsverkiezing. Zij nemen besluiten namens de andere inwoners van de gemeente waar zij wonen. Die besluiten worden vervolgens uitgevoerd door het dagelijks bestuur van de gemeente. De gemeenteraad en het dagelijks bestuur vormen samen het gemeentebestuur.

## Nederland
Artikel 124 van de grondwet zegt dat gemeenten een zelfstandig bestuur hebben. In artikel 125 is vervolgens geregeld: “Aan het hoofd van (…) de gemeente staat (…) de gemeenteraad.” Elke gemeente in Europees Nederland heeft dus een eigen gemeenteraad. Amsterdam en Rotterdam kennen ook deelbesturen. De bijzondere gemeenten in Caribisch Nederland kennen een eilandsraad in plaats van een gemeenteraad.
De meeste regels die gelden voor een gemeenteraad staan in de Gemeentewet (afgekort Gw). Zo staat in de Gemeentewet uit hoeveel mensen een gemeenteraad mag bestaan. Afhankelijk van het aantal inwoners in de gemeente zijn het er minimaal 9 en maximaal 45. Alleen Schiermonnikoog, Vlieland en Rozendaal hebben een gemeenteraad van negen mensen. Er zijn in 2025 acht gemeenten met meer dan 200.000 inwoners, en dus een gemeenteraad met 45 leden. De rest van de in totaal 342 gemeenten valt er tussenin.
| Inwoners        | Leden |
| --------------- | ----- |
| tot 3.000       | 9     |
| 3.001-6.000     | 11    |
| 6.001-10.000    | 13    |
| 10.001-15.000   | 15    |
| 15.001-20.000   | 17    |
| 20.001-25.000   | 19    |
| 25.001-30.000   | 21    |
| 30.001-35.000   | 23    |
| 35.001-40.000   | 25    |
| 40.001-45.000   | 27    |
| 45.001-50.000   | 29    |
| 50.001-60.000   | 31    |
| 60.001-70.000   | 33    |
| 70.001-80.000   | 35    |
| 80.001-100.000  | 37    |
| 100.001-200.000 | 39    |
| 200.001 of meer | 45    |

### Taken gemeenteraad
De gemeenteraad heeft drie taken:
1. Volksvertegenwoordiging: De naam zegt het al: raadsleden vertegenwoordigen het volk. De gemeenteraad neemt besluiten in het algemeen belang. Verschillende partijen in de raad kunnen verschillende ideeën hebben over een onderwerp.
2. Vaststellen van beleid: Gemeenten maken zelf beleid over tal van zaken die worden vastgelegd in beleidsplannen en verordeningen. Meestal doen B&W een voorstel voor bijvoorbeeld parkeerbeleid of het aanpassen van de APV (de algemene plaatselijke verordening). De gemeenteraad kan het beleid goedkeuren (al dan niet met aanpassingen) of afkeuren. De gemeenteraad heeft ook het budgetrecht. Dat betekent dat de gemeenteraad beslist hoe het geld van de gemeente wordt uitgegeven. Elk jaar stelt de gemeente een begroting op, waarin staat waar het geld naar toe gaat. In de jaarrekening staat later of al het geld (goed) is besteed.
3. Controlerende functie: De gemeenteraad controleert B&W of alle taken en plannen van de gemeente goed en binnen het budget zijn uitgevoerd.

### Vergadermodel en instrumenten gemeenteraad
Besluiten worden uiteindelijk in een raadsvergadering genomen bij meerderheid van stemmen. Voordat een besluit wordt genomen over een verordening, plan of begroting, wordt het vaak voor die tijd al besproken. Elke gemeente heeft zijn eigen vergadermodel. Veel gebruikt zijn het BOB-model en het raadscommissiemodel. Andere gemeenten organiseren een politieke avond of een politieke markt. Feitelijk kent elk vergadermodel drie fasen om tot besluitvorming te komen: een verkennende, een meningsvormende en een besluitvormende fase. In voorbereidende commissies kunnen naast raadsleden ook andere inwoners namens de fracties worden benoemd. Er kunnen (technische) vragen worden gesteld, inwoners en organisaties kunnen inspreken en er kan met andere fracties en B&W van gedachten worden gewisseld. 
De gemeenteraad stelt een Reglement van orde op, waarin ‘huishoudelijke zaken’ worden bepaald. Onder andere hoe vaak er wordt vergaderd, over het quorum en eventueel over het uitspreken van een ambtsgebed. In het reglement staan ook de instrumenten die een raadslid kan inzetten in diens erk. Een raadslid kan voor of tegen een voorstel stemmen, maar kan ook een motie en/of amendement indienen om een voorstel te veranderen. Als een amendement wordt aangenomen, dan betekent dat, dat het voorstel wordt aangepast. Een motie roept B&W op ‘iets’ te doen rondom het voorstel. B&W kan een motie naast zich neerleggen (niet uitvoeren).
Een raadslid kan ook een motie vreemd aan de agenda indienen. Dat is een motie over een onderwerp dat niet op de agenda staat. Er bestaat ook de motie van wantrouwen. Die wordt ingediend als een fractie het vertrouwen in een wethouder of het hele college van B&W opzegt. Als die wordt aangenomen door een meerderheid van de gemeenteraad, dan kan de wethouder of B&W haast niet anders dan aftreden. Een lichtere vorm is de motie van treurnis.
Andere instrumenten van de gemeenteraad zijn:
- Schriftelijke of mondelinge vragen: Raadsleden kunnen vragen stellen aan B&W over onderwerpen. Vaak is het om te vragen hoe het komt dat er iets (niet) is gebeurd. En wat de wethouder/B&W er aan gaat doen dat het alsnog (of niet nog een keer) gebeurd. In een raadsvergadering kan een raadslid mondelinge vragen stellen over een (actueel) onderwerp. Dat onderwerp hoeft niet op de agenda te staan. De verantwoordelijk wethouder geeft dan meteen antwoord. Veel gemeenteraden hebben en ‘vragenuurtje’ als vast agendapunt.
- Interpellatie: Een interpellatie geeft een raadslid meer ruimte dan mondelinge vragen. Het is een zwaarder middel ook. Er kan een debat over het aangekaarte onderwerp plaatsvinden en andere raadsleden kunnen eveneens het woord voeren.
- Raadsenquête of raadsonderzoek: Een raadsonderzoek is een (vaak diepgravend) onderzoek naar een kwestie. Vaak is dit een politiek gevoelige kwestie. Dit is een instrument met een zware politieke lading.  Bij zo een onderzoek kunnen personen die betrokken zijn bij de kwestie door een commissie onder ede gehoord worden.
- Initiatiefvoorstel: Voorstellen in de gemeenteraad worden door ambtenaren gemaakt en komen via het college van B&W op de agenda. Uitzondering is een initiatiefvoorstel van een raadslid. Die kan zelf (eventueel met hulp van ambtenaren) een voorstel maken over een onderwerp dat die van belang vindt. De gemeenteraad praat en besluit er over zoals bij voorstellen die via B&W op de agenda komen.

### Ondersteuning gemeenteraad
In 2002 werd het  dualisme ingevoerd. Vanaf dat moment zijn wethouders niet langer deel van de gemeenteraad. Zij kunnen dan ook niet meer meestemmen over (eigen) voorstellen. Dat zorgt lokaal voor een betere scheiding van de machten.
Met deze wet kwam er ook meer ondersteuning voor de gemeenteraad. Zo kreeg de raad een of meerdere eigen adviseurs. Elke gemeente heeft een raadsgriffier en daarnaast eventueel andere (communicatie-)adviseurs en administratieve ondersteuning. Samen vormen zij de griffie van de gemeente. Ook aan andere onderdelen van de ambtelijke organisatie kan ondersteuning worden gevraagd.
Fracties hebben ook recht op ‘ondersteuning’ (artikel 33 Gemeentewet). In de meeste gemeenten betekent dit dat fracties budget krijgen om een iemand in te huren ter ondersteuning van de fracties.
Verder heeft elke gemeente een  rekenkamer. Die bestaat uit niet-raadsleden en doet zelfstandig onderzoek naar doelmatigheid van beleid.

### Fracties
De gemeenteraad bestaat uit  fracties; groepjes personen uit dezelfde politieke partij. Een fractie kan uit 1 persoon bestaan, omdat een partij 1 zetel heeft gehaald bij de verkiezingen of de persoon zich van een fractie heeft afgescheiden. Het vormen van fracties is nergens (wettelijk) vastgelegd. Elk raadslid is onafhankelijk en stemt  zonder last. Eenmaal gekozen en beëdigd, kan niemand een raadslid dwingen om diens zetel op te geven tot aan de volgende verkiezingen (tenzij niet meer wordt voldaan aan wettelijke vereisten, bijvoorbeeld verhuizen buiten de gemeente).

### Vergoeding
Leden van de gemeenteraad krijgen een vergoeding voor hun werk. Deze is landelijk vastgesteld en is afhankelijk van het aantal inwoners van de gemeente. De vergoeding bedraagt minimaal (bruto) € 1.240,07 en maximaal € 3.038,94 (bedragen 2025). Daarnaast krijgen raadsleden een onkostenvergoeding van € 215,94 per maand. Commissieleden krijgen een vergoeding per bijgewoonde vergadering. Afhankelijk van het aantal inwoners is die tussen de € 77,84 en € 205,67 (bruto).

### Verkiezingen en coalitievorming
Leden van de gemeenteraad worden door de inwoners van de gemeente gekozen. Bijna iedereen die 18 jaar of ouder is, kan via verkiezing in de gemeenteraad terecht komen.
Elke vier jaar zijn er verkiezingen voor de gemeenteraad. Anders dan bij de Tweede Kamer, kunnen er tussendoor geen verkiezingen worden gehouden (als een coalitie uit elkaar valt bijvoorbeeld). Alleen als er een gemeentelijke herindeling is, dan zijn er ‘aangepaste’ verkiezingen (eerder of later dan de normale datum). De volgende verkiezingen voor de gemeenteraad zijn op  woensdag 18 maart 2026.
Voor de verkiezingen stellen landelijke en lokale politieke partijen een kieslijst met kandidaten op. Wie lid is van een partij kan zich aanmelden om op de kieslijst te komen. Een kandidatencommissie maakt een conceptlijst en de ledenvergadering van de partij keurt de lijst goed. Iedereen kan zijn eigen partij beginnen en kieslijst maken om mee te doen aan de verkiezingen.
Na de verkiezingen krijgt een partij, afhankelijk van de kiesdeler en het aantal stemmen dat die partij heeft gekregen, een aantal zetels in de gemeenteraad. Krijgt een partij drie zetels, dan komen de eerste drie mensen van de kieslijst in de gemeenteraad. Tenzij iemand op de kieslijst de voorkeurdrempel haalt en dus met voorkeursstemmen is gekozen. Dan komt niet nummer drie niet in de gemeenteraad, maar de persoon met de voorkeursstemmen. Zolang personen onder de voorkeurdrempel blijven, verschuift niemand op de lijst.
Na de verkiezingen vormen een aantal fracties samen een coalitie die samen meer dan de helft van het aantal raadszetels vertegenwoordigd. Zij stellen een coalitieakkoord op met de belangrijkste zaken die men de komende jaren wil bereiken. Deze fracties leveren ook de wethouders die verantwoordelijk zijn voor de uitvoering van het coalitieakkoord. De andere fracties vormen de oppositie. In plaats van een coalitieakkoord met een select aantal partijen, kan ook een raadsakkoord worden gesloten. Daarmee committeert de hele gemeenteraad zich aan bepaalde thema’s voor de komende vier jaren.

### Deelbesturen Amsterdam en Rotterdam
Amsterdam en Rotterdam kennen naast de (centrale) gemeenteraad bestuurscommissies (Amsterdam) en wijkraden (Rotterdam). Amsterdam kent zeven stadsdelen en het stadsgebied Weesp met elk een algemeen en een dagelijks bestuur. Zij voeren taken uit namens het stadsbestuur.
De 39 Rotterdamse wijkraden (eerder deelgemeenten en tussen 2014 en 2022 gebiedscommissies) beslissen over zaken die in hun wijk spelen. Inwoners vanaf 16 jaar kunnen zich verkiesbaar stellen. Uit enquetes van het Algemeen Dagblad en de gemeente zelf in 2025, blijkt dat wijkraadsleden niet tevreden zijn over het model. Eén op de drie wijkraadsleden is inmiddels gestopt.
Utrecht had ook wijkraden, maar besloot in 2019 daar mee te stoppen. Men vond dat de raden onvoldoende bijdroegen aan inspraak door inwoners.

## België

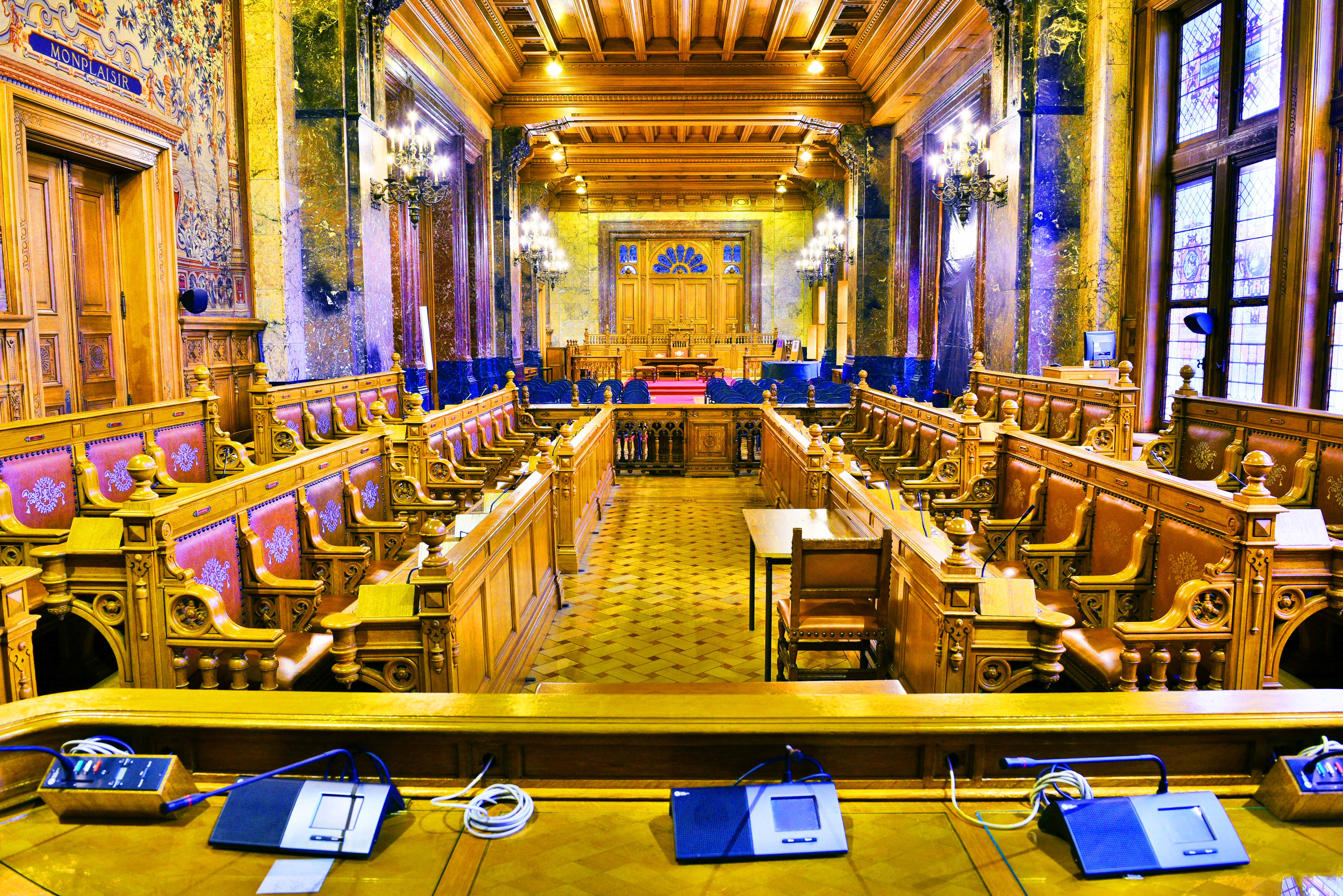
De gemeenteraadszaal van Schaarbeek in het gemeentehuis

De eerste gemeentewet van 1836 legde het aantal gemeenteraadsleden vast op 7 à 31 naargelang het inwoneraantal.
In België heeft een gemeenteraad tegenwoordig maximaal 55 leden. Schepenen en burgemeesters maken daar ook deel van uit.
De Belgische gemeenteraden worden om de zes jaar gekozen. De laatste maal was in 2024, zie Belgische lokale verkiezingen 2024.
De gemeentekieswet wordt apart geregeld in Vlaanderen, Brussel en Wallonië, maar het aantal gemeenteraadsleden werd nergens gewijzigd en valt nog steeds samen, ongewijzigd sinds de categorieën bij wet van 30 maart 1976 (naar aanleiding van de gemeentefusies):
| inwoners        | leden |
| --------------- | ----- |
| tot 999         | 7     |
| 1.000-1.999     | 9     |
| 2.000-2.999     | 11    |
| 3.000-3.999     | 13    |
| 4.000-4.999     | 15    |
| 5.000-6.999     | 17    |
| 7.000-8.999     | 19    |
| 9.000-11.999    | 21    |
| 12.000-14.999   | 23    |
| 15.000-19.999   | 25    |
| 20.000-24.999   | 27    |
| 25.000-29.999   | 29    |
| 30.000-34.999   | 31    |
| 35.000-39.999   | 33    |
| 40.000-49.999   | 35    |
| 50.000-59.999   | 37    |
| 60.000-69.999   | 39    |
| 70.000-79.999   | 41    |
| 80.000-89.999   | 43    |
| 90.000-99.999   | 45    |
| 100.000-149.999 | 47    |
| 150.000-199.999 | 49    |
| 200.000-249.999 | 51    |
| 250.000-299.999 | 53    |
| 300.000 of meer | 55    |

Aan het maximum komt in heel België enkel de stad Antwerpen; aan de kleinste categorie komen enkel de faciliteitengemeenten Herstappe en Mesen (deze laatste schommelt echter tussen de kleinste en tweede kleinste categorie).
De gemeenteraad vergadert zo dikwijls als noodzakelijk. Hij moet echter minstens tien keer per jaar vergaderen, wat veelal neerkomt op eenmaal per maand. De voorzitter van de gemeenteraad is bevoegd voor het bijeenroepen van de gemeenteraad en stelt de agenda van de vergadering op. 
In tegenstelling tot vroeger is de burgemeester niet meer van rechtswege de voorzitter van de gemeenteraad. De voorzitter wordt voorgedragen zonder (geheime) stemming.
De vergaderingen van de gemeenteraad zijn openbaar, behalve als het om persoonlijke aangelegenheden gaat, of als de gemeenteraad met twee derde van de aanwezige leden hiertoe beslist. Het verslag van de openbare zitting van de gemeenteraad is openbaar en eventueel te verkrijgen door gebruik te maken van de wetgeving openbaarheid van bestuur.
Sinds 1 januari 2007 kan elke burger zich via een verzoekschrift ook richten tot de gemeenteraad. Dit was een van de wijzigingen van het gemeentedecreet. In februari 2004 schreef Dirk Holemans hiervoor een voorstel van decreet. Alhoewel de grondwet elke burger dit recht reeds lang toekende in zijn relatie met elke overheid, bleef het tot dan toe onmogelijk voor een burger in Vlaanderen om zich schriftelijk te richten tot de gemeenteraad.
Een gemeenteraad kan (gemeente)raadscommissies oprichten (naar analogie met een commissie in een parlement).

### College van burgemeester en schepenen
Het dagelijks bestuur wordt uitgeoefend door het college van burgemeester en schepenen. Het college van burgemeester en schepenen bereidt de beraadslagingen en de besluiten van de gemeenteraad voor en voert deze uit. 
Het aantal schepenen hangt af van het aantal inwoners in een gemeente op 1 januari van het jaar van de verkiezingen. Elke gemeente, ook de kleinste, moet minstens twee schepenen hebben. De grootste mogen er maximaal negen hebben. De gemeenteraad kan beslissen om met minder schepenen te werken, wat inhoudt dat de verkozen raadsleden een akte van voordracht indienen met minder kandidaat-schepenen dan maximaal toegestaan.

### Verkiezingen
De gemeenteraad wordt elke zes jaar op de tweede zondag van oktober verkozen.
- De gemeenteraadsverkiezingen van 9 oktober 1994 voor de legislatuur 1995-2000
- De gemeenteraadsverkiezingen van 8 oktober 2000 voor de legislatuur 2001-2006
- De gemeenteraadsverkiezingen van 8 oktober 2006 voor de legislatuur 2007-2012
- De gemeenteraadsverkiezingen van 14 oktober 2012 voor de legislatuur 2013-2018
- De gemeenteraadsverkiezingen van 14 oktober 2018 voor de legislatuur 2019-2024
- De gemeenteraadsverkiezingen van 13 oktober 2024 voor de huidige legislatuur 2025-2030